# 한무
한무(1940년 8월 11일 ~ )는 대한민국의 희극 배우로, 평안남도 평양 출신이다.
대한민국 해군 사병으로 복무하였다.
- 1940년 평안남도 평양에서 태어나 1950년 일곱 형제들과 함께 월남했으며[2] 1965년 연극배우로 첫 데뷔하였으며 1979년 문화방송 청춘만세로 정식 데뷔하였다.
- 남보원과 백남봉과 함께 투맨쇼로 당대 최고의 인기를 누렸다.

## 에피소드

### 사망일 오기 사건
- 2008년 3월 9일 네티즌들이 포털 사이트 네이버가 제공하는 인물정보에서 그가 2007년 3월 2일에 사망한 것으로 기록되어 있는 것을 발견한 일이 있었다.
- 이는 네이버에서 인물 정보를 기입할 때 사실 확인을 거치지 않은 채 그가 동료 코미디언 이기철의 장례식에 참석한 사진과 기사 등 관련 자료만 보고 사망한 것으로 오인해 빚어진 결과로 추측되고 있으며 네티즌들은 네이버에 비난의 목소리를 높였다.[3]

### 중앙선 침범 사고
- 2011년 1월 20일 밤 0시 37분경 서울특별시 중구 황학동 2차선 도로에서 승용차를 운전하던 중 가속 페달을 밟아 중앙선을 침범해 반대편에 있던 보행자를 친 다음 정차 중이던 택시와 들이받는 사고를 저질렀고 4월 18일 서울중앙지방검찰청으로부터 불구속 기소되었다.[4]
- 1심에서는 금고 6개월, 집행유예 1년을 선고받았지만 항소심에서는 벌금 400만원을 선고받았다.[5]

### 유행어
- 알았다니깐요
- 맞다니깐요
- 마지막이라니깐요
- 아니라니깐요
- 할거라니깐요
- 나가라니깐요
- 알단 한번 와보시라니깐요

## 방송
- 청춘만세 (MBC, 1979년)
- 웃으면 복이와요 (MBC, 1979년)
- 일요일 밤의 대행진 (MBC, 1981년)
- 폭소대작전 (MBC, 1981년)
- 3840 유격대 (MBC, 1983년)
- 청춘만만세 (MBC, 1984년)
- 청춘행진곡 (MBC, 1988년)
- 오늘은 좋은날 (MBC, 1992년)
- TV는 사랑을 싣고
- 아침마당 화요초대석 (KBS, 2023년 8월 29일)

## 상훈
- 1985년 MBC 코미디대상[6]
- 1987년 MBC 연기대상 코미디부문 특별상
- 1997년 문화체육부장관표창[7]
- 2004년 제11회 대한민국 연예예술상 공로상(대통령 표창)[8]
- 2005년 제12회 대한민국 연예예술상 연예봉사상[9]